# بيت عقيل (جبلة)

تعديل مصدري - تعديل

بيت عقيل محلة تابعة لقرية المابن، التابعة لعزلة الاصابح بمديرية جبلة إحدى مديريات محافظة إب في الجمهورية اليمنية، بلغ تعداد سكانها 121 حسب تعداد اليمن لعام 2004.